# 国際連合安全保障理事会決議の一覧 (401-500)
| 決議 | 日付           | 投票           | 備考                                                                                 | 文書リンク                                            |
| --- | -------------- | -------------- | ------------------------------------------------------------------------------------ | ----------------------------------------------------- |
| 1976年安全保障理事会理事国 · 中国 フランス イギリス アメリカ合衆国 ソビエト連邦 · ベナン ガイアナ イタリア 日本 リビア パキスタン パナマ ルーマニア スウェーデン タンザニア                         |                |                |                                                                                      |                                                       |
| 401 | 1976年12月14日 | 採択 13-0-0    | 国際連合キプロス平和維持軍の活動期限延長                                             | 原文 日本語訳 ウィキソース(英語)                      |
| 402 | 1976年12月22日 | 合意により採択 | 南アフリカによるレソト国境封鎖についての非難                                         | 原文 日本語訳 ウィキソース(英語)                      |
| 1977年安全保障理事会理事国 中国 フランス イギリス アメリカ合衆国 ソビエト連邦 ベナン カナダ 西ドイツ インド リビア モーリタニア パキスタン パナマ ルーマニア ベネズエラ                             |                |                |                                                                                      |                                                       |
| 403 | 1977年1月14日  | 採択 13-0-2    | 南ローデシアによるボツワナ攻撃についての非難                                         | 原文 日本語訳 ウィキソース(英語)                      |
| 404 | 1977年2月8日   | 合意により採択 | ベナン情勢について                                                                   | 原文 日本語訳 ウィキソース(英語)                      |
| 405 | 1977年4月14日  | 合意により採択 | ベナン情勢について。武力による侵略について非難                                       | 原文 日本語訳 ウィキソース(英語)                      |
| 406 | 1977年5月25日  | 無投票採択     | 南ローデシアによるボツワナ攻撃について、ボツワナを支援                               | 原文 日本語訳 ウィキソース(英語)                      |
| 407 | 1977年5月25日  | 無投票採択     | 南アフリカ・レソト問題についてレソトを支持                                           | 原文 日本語訳 ウィキソース(英語)                      |
| 408 | 1977年5月26日  | 採択 12-0-0    | 国際連合兵力引き離し監視軍の活動期限延長                                             | 原文 日本語訳 ウィキソース(英語)                      |
| 409 | 1977年5月27日  | 無投票採択     | 南ローデシアに対する経済制裁                                                         | 原文 日本語訳 ウィキソース(英語)                      |
| 410 | 1977年6月15日  | 採決 14-0-0    | 国際連合キプロス平和維持軍の活動期限延長                                             | 原文 日本語訳 ウィキソース(英語)                      |
| 411 | 1977年6月30日  | 全会一致       | 南ローデシアによるモザンビーク攻撃についての非難                                     | 原文 日本語訳 ウィキソース(英語)                      |
| 412 | 1977年7月7日   | 全会一致       | ジブチ共和国の加盟について                                                           | 原文 日本語訳 ウィキソース(英語) ウィキソース日本語訳 |
| 413 | 1977年7月20日  | 合意により採択 | ベトナム社会主義共和国の加盟について                                                 | 原文 日本語訳 ウィキソース(英語) ウィキソース日本語訳 |
| 414 | 1977年9月15日  | 無投票採択     | キプロス問題について                                                                 | 原文 日本語訳 ウィキソース(英語)                      |
| 415 | 1977年9月29日  | 採決 13-0-1    | 南ローデシア問題について                                                             | 原文 日本語訳 ウィキソース(英語)                      |
| 416 | 1977年10月21日 | 採決 13-0-0    | 第二次国際連合緊急軍の活動期限延長                                                   | 原文 日本語訳 ウィキソース(英語)                      |
| 417 | 1977年10月31日 | 全会一致       | 南アフリカのアパルトヘイト政策に対する非難                                           | 原文 日本語訳 ウィキソース(英語)                      |
| 418 | 1977年11月4日  | 全会一致       | 南アフリカへの武器輸出規制                                                           | 原文 日本語訳 ウィキソース(英語)                      |
| 419 | 1977年11月24日 | 無投票採択     | ベナン情勢について                                                                   | 原文 日本語訳 ウィキソース(英語)                      |
| 420 | 1977年11月30日 | 採決 12-0-0    | 国際連合兵力引き離し監視軍の活動期限延長                                             | 原文 日本語訳 ウィキソース(英語)                      |
| 421 | 1977年12月9日  | 全会一致       | 南アフリカ問題について                                                               | 原文 日本語訳 ウィキソース(英語)                      |
| 422 | 1977年12月15日 | 採決 14-0-0    | 国際連合キプロス平和維持軍の活動期限延長                                             | 原文 日本語訳 ウィキソース(英語)                      |
| 1978年安全保障理事会理事国 中国 フランス イギリス アメリカ合衆国 ソビエト連邦 ボリビア カナダ 西ドイツ ガボン インド クウェート モーリタニア ナイジェリア チェコスロバキア ベネズエラ               |                |                |                                                                                      |                                                       |
| 423 | 1978年3月14日  | 採決 10-0-5    | 南ローデシアに対する非難、イギリスに対して介入を要請                                 | 原文 日本語訳 ウィキソース(英語)                      |
| 424 | 1978年3月17日  | 全会一致       | 南ローデシアによるザンビア侵略を非難、宗主国イギリスに対して介入を要請               | 原文 日本語訳 ウィキソース(英語)                      |
| 425 | 1978年3月19日  | 採決 12-0-2    | レバノンに侵攻したイスラエルに対して撤退を要請。国際連合レバノン暫定駐留軍の設置     | 原文 日本語訳 ウィキソース(英語)                      |
| 426 | 1978年3月19日  | 採決 12-0-2    | 国際連合レバノン暫定駐留軍の活動期限について                                         | 原文 日本語訳 ウィキソース(英語)                      |
| 427 | 1978年5月3日   | 採決 12-0-2    | 国際連合レバノン暫定駐留軍の増員                                                     | 原文 日本語訳 ウィキソース(英語)                      |
| 428 | 1978年5月6日   | 全会一致       | 南アフリカのアンゴラ侵略に対する非難                                                 | 原文 日本語訳 ウィキソース(英語)                      |
| 429 | 1978年5月31日  | 採決 14-0-0    | 国際連合兵力引き離し監視軍の活動期限延長                                             | 原文 日本語訳 ウィキソース(英語)                      |
| 430 | 1978年6月16日  | 採決 14-0-0    | 国際連合キプロス平和維持軍の活動期限延長                                             | 原文 日本語訳 ウィキソース(英語)                      |
| 431 | 1978年7月27日  | 採決 13-0-2    | ナミビア情勢について                                                                 | 原文 日本語訳 ウィキソース(英語)                      |
| 432 | 1978年7月27日  | 全会一致       | ナミビア情勢について（ウォルビスベイの帰属）                                         | 原文 日本語訳 ウィキソース(英語)                      |
| 433 | 1978年8月17日  | 全会一致       | ソロモン諸島の加盟について                                                           | 原文 日本語訳 ウィキソース(英語) ウィキソース日本語訳 |
| 434 | 1978年9月18日  | 採決 12-0-2    | 国際連合レバノン暫定駐留軍の活動期限延長                                             | 原文 日本語訳 ウィキソース(英語)                      |
| 435 | 1978年9月29日  | 採決 12-0-2    | ナミビア情勢について                                                                 | 原文 日本語訳 ウィキソース(英語)                      |
| 436 | 1978年10月6日  | 全会一致       | レバノン内戦の当事者に対する停戦要請、人道支援要請                                   | 原文 日本語訳 ウィキソース(英語)                      |
| 437 | 1978年10月10日 | 採決 11-0-4    | イアン・スミスらの米国入国許可について制裁決議違反と認定                             | 原文 日本語訳 ウィキソース(英語)                      |
| 438 | 1978年10月23日 | 採決 12-0-2    | 第二次国際連合緊急軍の活動期限延長                                                   | 原文 日本語訳 ウィキソース(英語)                      |
| 439 | 1978年9月29日  | 採決 10-0-5    | 南アフリカが一方的に進めるナミビアの選挙に対する非難および中止要請                   | 原文 日本語訳 ウィキソース(英語)                      |
| 440 | 1978年11月27日 | 合意により採択 | キプロス問題について                                                                 | 原文 日本語訳 ウィキソース(英語)                      |
| 441 | 1978年11月30日 | 採決 14-0-0    | 国際連合兵力引き離し監視軍の活動期限延長                                             | 原文 日本語訳 ウィキソース(英語)                      |
| 442 | 1978年12月6日  | 全会一致       | ドミニカ国の加盟について                                                             | 原文 日本語訳 ウィキソース(英語) ウィキソース日本語訳 |
| 443 | 1978年12月14日 | 採決 14-0-0    | 国際連合キプロス平和維持軍の活動期限延長                                             | 原文 日本語訳 ウィキソース(英語)                      |
| 1979年安全保障理事会理事国 · 中国 フランス イギリス アメリカ合衆国 ソビエト連邦 · バングラデシュ ボリビア ガボン ジャマイカ クウェート ナイジェリア ノルウェー ポルトガル チェコスロバキア ザンビア |                |                |                                                                                      |                                                       |
| 444 | 1979年1月19日  | 採決 12-0-2    | 国際連合レバノン暫定駐留軍の活動期限延長                                             | 原文 日本語訳 ウィキソース(英語)                      |
| 445 | 1979年3月8日   | 採決 12-0-3    | 南ローデシアによる周辺国侵略に対する非難                                             | 原文 日本語訳 ウィキソース(英語)                      |
| 446 | 1979年3月22日  | 採決 12-0-3    | イスラエルによるパレスチナ占領について                                               | 原文 日本語訳 ウィキソース(英語)                      |
| 447 | 1979年3月28日  | 採決 12-0-3    | 南アフリカのアンゴラ侵略に対する非難                                                 | 原文 日本語訳 ウィキソース(英語)                      |
| 448 | 1979年4月30日  | 採決 12-0-3    | 南ローデシアの主導するジンバブエにおける「選挙」に対する非難                         | 原文 日本語訳 ウィキソース(英語)                      |
| 449 | 1979年5月30日  | 採決 14-0-0    | 国際連合兵力引き離し監視軍の活動期限延長                                             | 原文 日本語訳 ウィキソース(英語)                      |
| 450 | 1979年6月14日  | 採決 12-0-2    | 国際連合レバノン暫定駐留軍の活動期限延長                                             | 原文 日本語訳 ウィキソース(英語)                      |
| 451 | 1979年6月15日  | 採決 14-0-0    | 国際連合キプロス平和維持軍の活動期限延長                                             | 原文 日本語訳 ウィキソース(英語)                      |
| 452 | 1979年7月20日  | 採決 14-0-1    | イスラエルによるパレスチナ占領について                                               | 原文 日本語訳 ウィキソース(英語)                      |
| 453 | 1979年9月12日  | 全会一致       | セントルシアの加盟について                                                           | 原文 日本語訳 ウィキソース(英語) ウィキソース日本語訳 |
| 454 | 1979年11月2日  | 採決 12-0-3    | 南アフリカのアンゴラ侵略に対する非難                                                 | 原文 日本語訳 ウィキソース(英語)                      |
| 455 | 1979年11月23日 | 合意により採択 | 南ローデシアによるザンビア侵略に対する非難                                           | 原文 日本語訳 ウィキソース(英語)                      |
| 456 | 1979年11月30日 | 採決 14-0-0    | 国際連合兵力引き離し監視軍の活動期限延長                                             | 原文 日本語訳 ウィキソース(英語)                      |
| 457 | 1979年12月4日  | 全会一致       | イランアメリカ大使館人質事件について                                                 | 原文 ウィキソース(英語)                               |
| 458 | 1979年12月14日 | 採決 14-0-0    | 国際連合キプロス平和維持軍の活動期限延長                                             | 原文 日本語訳 ウィキソース(英語)                      |
| 459 | 1979年12月19日 | 採決 12-0-2    | 国際連合レバノン暫定駐留軍の活動期限延長                                             | 原文 日本語訳 ウィキソース(英語)                      |
| 460 | 1979年12月21日 | 採決 13-0-2    | 南ローデシア問題について                                                             | 原文 ウィキソース(英語)                               |
| 461 | 1979年12月31日 | 採決 11-0-4    | イランアメリカ大使館人質事件について                                                 | 原文 ウィキソース(英語)                               |
| 1980年安全保障理事会理事国 · 中国 フランス イギリス アメリカ合衆国 ソビエト連邦 · バングラデシュ 東ドイツ ジャマイカ メキシコ ニジェール ノルウェー フィリピン ポルトガル チュニジア ザンビア       |                |                |                                                                                      |                                                       |
| 462 | 1980年1月9日   | 採決 12-2-1    | 安全保障理事会が機能できず、国際連合総会の招集を要請（ソ連のアフガニスタン侵攻）     | 原文 ウィキソース(英語)                               |
| 463 | 1980年2月2日   | 採決 14-0-0    | 南ローデシア問題について                                                             | 原文 ウィキソース(英語)                               |
| 464 | 1980年2月19日  | 全会一致       | セントビンセント及びグレナディーン諸島の加盟について                                 | 原文 ウィキソース(英語) ウィキソース日本語訳          |
| 465 | 1980年3月1日   | 全会一致       | イスラエルによるパレスチナ占領について                                               | 原文 ウィキソース(英語)                               |
| 466 | 1980年4月11日  | 全会一致       | ザンビアの領土を侵している南アフリカ軍の撤退要請                                     | 原文 ウィキソース(英語)                               |
| 467 | 1980年4月24日  | 採決 12-0-3    | レバノンにおける、イスラエルの決議違反行為について                                   | 原文 ウィキソース(英語)                               |
| 468 | 1980年5月8日   | 採決 14-0-1    | イスラエルによるパレスチナ人指導者追放について                                       | 原文 ウィキソース(英語)                               |
| 469 | 1980年5月20日  | 採決 14-0-1    | イスラエルによるパレスチナ人指導者追放について                                       | 原文 ウィキソース(英語)                               |
| 470 | 1980年5月30日  | 採決 14-0-0    | 国際連合兵力引き離し監視軍の活動期限延長                                             | 原文 ウィキソース(英語)                               |
| 471 | 1980年6月5日   | 採決 14-0-1    | イスラエルによるパレスチナ占領について（市長暗殺未遂を非難）                         | 原文 ウィキソース(英語)                               |
| 472 | 1980年6月13日  | 採決 14-0-0    | 国際連合キプロス平和維持軍の活動期限延長                                             | 原文 ウィキソース(英語)                               |
| 473 | 1980年6月13日  | 全会一致       | 南アフリカのアパルトヘイト政策について                                               | 原文 ウィキソース(英語)                               |
| 474 | 1980年6月17日  | 採決 12-0-2    | 国際連合レバノン暫定駐留軍の活動期限延長                                             | 原文 ウィキソース(英語)                               |
| 475 | 1980年6月27日  | 採決 12-0-3    | 南アフリカのアンゴラ侵略に対する非難                                                 | 原文 ウィキソース(英語)                               |
| 476 | 1980年6月30日  | 採決 14-0-1    | イスラエルによるパレスチナ占領について                                               | 原文 ウィキソース(英語) ウィキソース日本語訳          |
| 477 | 1980年7月30日  | 全会一致       | ジンバブエの加盟について                                                             | 原文 ウィキソース(英語) ウィキソース日本語訳          |
| 478 | 1980年8月20日  | 採決 14-0-1    | イスラエルによる統一エルサレムを首都とする宣言について無効・撤回を要求               | 原文 ウィキソース(英語) ウィキソース日本語訳          |
| 479 | 1980年9月28日  | 全会一致       | イラン・イラク戦争について、両国に平和的解決を求める                                 | 原文 ウィキソース(英語)                               |
| 480 | 1980年11月12日 | 全会一致       | 死去により欠員となった国際司法裁判所判事2名を補充する選挙の期日決定                  | 原文 ウィキソース(英語)                               |
| 481 | 1980年11月26日 | 採決 14-0-0    | 国際連合兵力引き離し監視軍の活動期限延長                                             | 原文 ウィキソース(英語)                               |
| 482 | 1980年12月11日 | 採決 14-0-0    | 国際連合キプロス平和維持軍の活動期限延長                                             | 原文 ウィキソース(英語)                               |
| 483 | 1980年12月17日 | 採決 12-0-2    | 国際連合レバノン暫定駐留軍の活動期限延長                                             | 原文 ウィキソース(英語)                               |
| 484 | 1980年12月19日 | 全会一致       | イスラエルによるパレスチナ人指導者追放について                                       | 原文 ウィキソース(英語)                               |
| 1981年安全保障理事会理事国 中国 フランス イギリス アメリカ合衆国 ソビエト連邦 スペイン 東ドイツ アイルランド 日本 メキシコ ニジェール パナマ フィリピン チュニジア ウガンダ                         |                |                |                                                                                      |                                                       |
| 485 | 1981年5月22日  | 採決 14-0-0    | 国際連合兵力引き離し監視軍の活動期限延長                                             | 原文 ウィキソース(英語)                               |
| 486 | 1981年6月4日   | 採決 14-0-0    | 国際連合キプロス平和維持軍の活動期限延長                                             | 原文 ウィキソース(英語)                               |
| 487 | 1981年6月19日  | 全会一致       | イスラエルによるイラクの原子炉爆撃について、イスラエルを非難                         | 原文 ウィキソース(英語)                               |
| 488 | 1981年6月19日  | 採決 12-0-2    | 国際連合レバノン暫定駐留軍の活動期限延長                                             | 原文 ウィキソース(英語)                               |
| 489 | 1981年7月1日   | 全会一致       | バヌアツの加盟について                                                               | 原文 ウィキソース(英語) ウィキソース日本語訳          |
| 490 | 1981年7月21日  | 全会一致       | レバノン内戦における、即時停戦要請                                                   | 原文 ウィキソース(英語)                               |
| 491 | 1981年9月23日  | 全会一致       | ベリーズの加盟について                                                               | 原文 ウィキソース(英語) ウィキソース日本語訳          |
| 492 | 1981年11月10日 | 全会一致       | アンティグア・バーブーダの加盟について                                               | 原文 ウィキソース(英語) ウィキソース日本語訳          |
| 493 | 1981年11月23日 | 採決 14-0-0    | 国際連合兵力引き離し監視軍の活動期限延長                                             | 原文 ウィキソース(英語)                               |
| 494 | 1981年12月11日 | 全会一致       | ハビエル・ペレス・デ・クエヤルを事務総長に推薦                                       | 原文 ウィキソース(英語)                               |
| 495 | 1981年12月14日 | 全会一致       | 国際連合キプロス平和維持軍の活動期限延長                                             | 原文 ウィキソース(英語)                               |
| 496 | 1981年12月15日 | 全会一致       | セーシェルに傭兵による侵略およびハイジャックを非難                                   | 原文 ウィキソース(英語)                               |
| 497 | 1981年12月17日 | 全会一致       | イスラエルによるゴラン高原併合は無効であると決定                                     | 原文 ウィキソース(英語)                               |
| 498 | 1981年12月18日 | 採決 13-0-2    | 国際連合レバノン暫定駐留軍の活動期限延長                                             | 原文 ウィキソース(英語)                               |
| 499 | 1981年12月21日 | 全会一致       | 死去により欠員となった国際司法裁判所判事を補充する選挙の期日決定                     | 原文 ウィキソース(英語)                               |
| 1982年安全保障理事会理事国 中国 フランス イギリス アメリカ合衆国 ソビエト連邦 ザイール スペイン ガイアナ アイルランド ヨルダン 日本 パナマ ポーランド トーゴ ウガンダ                               |                |                |                                                                                      |                                                       |
| 500 | 1982年1月28日  | 採決 13-0-2    | 安全保障理事会が機能できず、国際連合総会の招集を要請（占領されたアラブ地域について） | 原文 ウィキソース(英語)                               |